# Segismundo Morey Andreu
Segismundo Morey y Andreu es un militar español que combatió en la Guerra de la Independencia Española y la Primera Guerra Carlista.
Nació en Palma de Mallorca el 23 de noviembre de 1794 y murió en Manacor (Mallorca) el 15 de octubre de 1864.
Era el segundo vástago de los Señores Jaime Morey y Pizà (de la familia de los Morey de Sant Marti) capitán de milicias provinciales y María Andreu Odé de la Tour, ambos considerados de noble ascendencia. Ingresó en la Escuela de Artillería de Segovia. Debido a los posteriores acontecimientos ocurridos en España le llevaron a combatir al invasor francés por tierras de Cuenca y Cádiz hasta penetrar en territorio portugués. En 1812 cae prisionero y es conducido a Francia de donde se escapa a Inglaterra, aliada entonces de los españoles.
Derrotado Napoleón, Segismundo Morey es ascendido a coronel en 1815. Ocuparía el cargo de gobernador del Castillo de Rosas entre 1832 y 1839 y Gobernador militar de Ibiza (1839 1840). Combatió en la primera guerra carlista del lado de los isabelinos. En 1843 recibe el fajin de Brigadier (General de Brigada).
Nombrado Jefe del Cuartel General General del Ejército en Cataluña, el brigadier Morey se distingue en Barcelona como celoso guardián del orden.
En posesión de la Placa de San Hermenegildo, pasa a la reserva en 1857 y regresa definitivamente a Mallorca donde muere, a los 70 años. 
Siendo aún coronel, Segismundo Morey Andreu había contraído matrimonio en la iglesia parroquial de San Jaume de Palma de Mallorca con Francisca Montaner y Socias de Fangar, hija del Comandante de Voluntarios Realisras Baltasar Montaner Bordoy y de Magdalena Socias de Fangar y Serra de Gayeta dueña de la Hacienda "Es Fangar" en Campanet.
El hijo y el nieto de Segismundo Morey de Sant Marti i Andreu, Segismundo Morey i Montaner (1821-1894) y Segismundo Morey Canyelles de Terrades siguieron la carrera militar al igual que el padre y el abuelo